# Spårakoff
Spårakoff er en ombygget sporvogn, der indrettet som bar i Helsingfors, Finland.
Sporvognen kører stadigvæk på sin faste sommerrute gennem centrum af Helsingfors, mens passagerer nyder deres drikkevarer, bl.a. øl, cider, mineralvand og snacks, på den 40 minutter lange tur. Baren drives af Helsingfors brugsforeningen HOK Elantos kæderestauranter, som hævder, at Spårakoff er den eneste af sin art i verden. Den øvrige del af året kan sporvognen chartres til en selskabstur.
Spårakoff’en stikker kraftigt ud i bytrafikken med sin kraftige røde farve i sammenligning med HKL/HST’s almindelige sporvogne, der er grønne med gule anstrøg.
Navnet "Spårakoff" stammer fra helsingforsernes stadi-dialekts spåra (sporvogn) og Koff, som er navnet på en øl fra den berømte finsk-russiske brygger Nikolai Sinebrychoff's bryggeri, som grundlagde Finlands største og Nordens ældste bryggeri, det Carlsberg-ejede Sinebrychoff.

## Køreplan og takster
Selv om Spårakoff’en benytter samme sporvejsnet som byens øvrige sporvogne, holder den kun ved 5 stoppesteder på sin rute. Stoppestederne er derfor de eneste steder, hvor det er muligt at stige af og på sporvognen på ruten:
- Järnvägstorget (ved Helsingfors banegård ud for Fenniahuset)
- Borgbacken, Helsingfors forlystelsespark
- Helsingfors Operahus
- Aleksandersgatan
- Salutorget (Helsingfors markedstorv ved havnen)

Spårakoff’er kører 6 turer pr. dag i tidsrummet kl. 14-18.
Billetten koster 8,50 euro og 4 euro for børn under 12 år. Almindelige sporvognsbilletter er ikke gyldige på denne linje. Den nærmere prisliste fremgår af Spårakoff’ens finsksprogede hjemmeside.

## Tekniske detaljer
- Bygget i 1959, indrettet til bar i 1995 og gennemrenoveret i 2005 bl.a. LCD-skærme til visning af vognstyrerens udsigt
- Bredde: 2,3 m, højde: 3,6 m, længde: 13,5 m
- Sporvidde: 1.000 mm (også kaldet Meterspor)
- Total vægt: 22 tons [1]
- Topfart: 60 km/t
- Kapacitet: 24 siddepladser, 6 ståpladser og ét toilet
- Bemanding: 1 vognstyrer og 1 tjener/servitrice